# Шевелёва, Евгения Ильинична
Евге́ния Ильи́нична Шевелёва (16 апреля 1937, Таганрог, Ростовская область, РСФСР, СССР ― 23 ноября 2011, Москва) ― советская и российская певица, исполнительница романсов, музыкальный педагог. Профессор Российской академии музыки имени Гнесиных. Заслуженная артистка Российской Федерации (1995). Заслуженный деятель Всероссийского музыкального общества.

## Биография
Родилась 16 апреля 1937 года в г. Таганроге Ростовской области.
В 1961 году окончила Саратовскую консерваторию имени Л. В. Собинова по классу фортепиано.
Преподавала в Йошкар-Олинском музыкальном училище имени И. С. Палантая и одновременно брала уроки вокала у Н. Н. Востокова, окончила училище с дипломом с отличием в 1967 году.
В течение 4-х лет преподавала в Монгольском педагогическом институте, где заведовала вокально-хоровой кафедрой. Трижды проводила мастер-классы и преподавала в университете Сунг-Сил в Сеуле (Южная Корея).
В 1972 году заочно окончила Государственный музыкально-педагогический институт имени Гнесиных (класс сольного пения Н. Н. Шильниковой, Н. А. Вербовой, класс камерного пения Н. Н. Делициевой, класс оперной подготовки Е. М. Славинской). С 1969 года преподавала в этом институте, с 1981 года — доцент, затем — профессор кафедры сольного пения. Председатель Совета ветеранов РАМ имени Гнесиных и член Окружного Совета ветеранов ЦАО г. Москвы. Среди её учеников — лауреаты международных и всероссийских конкурсов, солисты музыкальных и оперных театров, концертных организаций, педагоги-вокалисты.
Скончалась 23 ноября 2011 года в Москве.

## Музыкальная деятельность
Голос ― сопрано.
Выступала как концертно-камерная певица: пела в Большом, Малом и Рахманиновском залах Московской консерватории, во всех залах РАМ им Гнесиных, Союза композиторов, в Московском Доме Музыки, в концертном зале Музея М. И. Глинки.
Всесоюзная фирма «Мелодия» выпустила 2 пластинки с романсами в её исполнении. Известны компакт-диски с её песнями.
Была на гастролях по стране и за рубежом. Сотрудничала с композиторами: Г. Свиридовым, Н. Пейко, Р. Бойко, Б. Чайковским, К. Волковым, Т. Чудовой, А. Лариным, В. Пьянковым, A. Муравлевым, А. Эшпаем, Р. Леденёвым, А. Леманом, Г. Вороновым и др. Известны её мастер-классы по пению, в том числе в г. Йошкар-Оле в 2003 году.
Участвовала в международных фестивалях «Русская зима», «Московская осень», «С. Губайдулина и её друзья» и др.
Является дипломантом Московского фестиваля-конкурса имени М. Мусоргского и международного конкурса-фестиваля «Современное искусство и образование».
Являлась членом жюри многих детских и юношеских музыкальных конкурсов. С 1993 года возглавляла Творческую комиссию искусству Московского музыкального общества. С 1996 года ежегодно проводила семинар для педагогов-вокалистов Москвы и России «Голос» — «Дмитриевские чтения». С 1997 года вела номинацию "Студенческая вокальная академия «Голос» в рамках Фестиваля студенческого творчества «Фестос».
Известна как редактор-составитель пяти выпусков хрестоматии «Человеческий голос как музыкальный инструмент» и автор ряда статей, посвящённых проблемам вокала.
За заслуги в области искусства в 1995 году ей присвоено почётное звание «Заслуженная артистка Российской Федерации».

## Признание
- Заслуженная артистка Российской Федерации (28 декабря 1995) ― за заслуги в области искусства[5]
- Заслуженный деятель Всероссийского музыкального общества